# 聖士提反書院文物徑

文物徑地圖

聖士提反書院文物徑（英語：St Stephen's College Heritage Trail）是一條位於香港南區赤柱聖士提反書院內的文物徑，由校內文物學會營運。此文物徑是香港首個在學校校園內的文物徑，並開放予公眾申請導覽服務及參觀。

## 簡介
自聖士提反書院1928年遷入赤柱起，校園內築起多座具有殖民地建築風格的建築，在香港較為罕見。二戰期間，校園作為赤柱拘留營的一部分，被日軍徵用作營房之用。為展示校園內的歷史建築與遺址，書院設立了一條文物徑，連接九個文物點，記錄書院的歷史發展。
2008年12月，在古物古蹟辦事處的協助及優質教育基金的贊助下，文物徑得以成立，並開放予公眾申請導覽服務及參觀。
文物徑的設立旨在促進對歷史建築和文化遺產的認識，並提高公眾對文物保育的關注。這些歷史建築及遺址不僅是學校發展的見證，亦為香港近代史提供了重要的參考資料。
書院為訓練學生領導才能，將文物徑之日常營運交由學生組成的文物學會處理，該學會負責進行資料蒐集、聯絡、導賞等工作。學會的願景為透過帶領導賞團和學會活動，將歷史傳承下去。

## 歷史建築

### 文物點
| 編號 | 名稱                         | 古蹟評級     | 相片 | 註解     |
| ---- | ---------------------------- | ------------ | ---- | -------- |
| 1    | 母與子                       | 無           |      |          |
| 2    | 書院大樓及大禮堂             | 法定古蹟     |      |          |
| 3    | 科藝樓                       | 無           |      |          |
| 4    | 馬田宿舍                     | 二級歷史建築 |      |          |
| 5    | 小教堂                       | 三級歷史建築 |      |          |
| 6    | 百周年紀念樓及百周年紀念公園 | 無           |      |          |
| 7    | 鄧肇堅運動場                 | 無           |      |          |
| 8    | 赤柱軍人墳場                 | 無           |      | [ 註 1 ] |
| 9    | 文物館                       | 二級歷史建築 |      |          |

### 其他歷史建築物
部分歷史建築物不在上述文物點之列，惟那些建築亦有古蹟評級。
| 名稱                                             | 古蹟評級     | 相片 | 註解 |
| ------------------------------------------------ | ------------ | ---- | ---- |
| 舊實驗室                                         | 二級歷史建築 |      |      |
| 一至五號屋 Bungalow No. 1-5                      | 二級歷史建築 |      |      |
| 主大樓（教學樓） Main Building (Classroom Block) | 三級歷史建築 |      |      |
| 伍華堂                                           | 三級歷史建築 |      |      |

## 文物館
3號屋原為高級教職員宿舍，後為配合文物徑之設立而改建為文物館。收藏校史與拘留營時期的相關文物，例如是加拿大參戰軍人徽章，簽名日章旗，還有拘留營內用過的石磨、樂譜、手寫卡片等，以不同角度展現當時拘留營的生活面貌。

## 註解
1. ↑  此處位於書院校園外，並由英聯邦國殤紀念墳場管理委員會管理。

## 外部連結
- 聖士提反書院文物學會的Instagram帳戶
- 聖士提反書院文物徑的Facebook專頁
- 聖士提反書院文物徑的官方網站